# Organisation sioniste d'Amérique

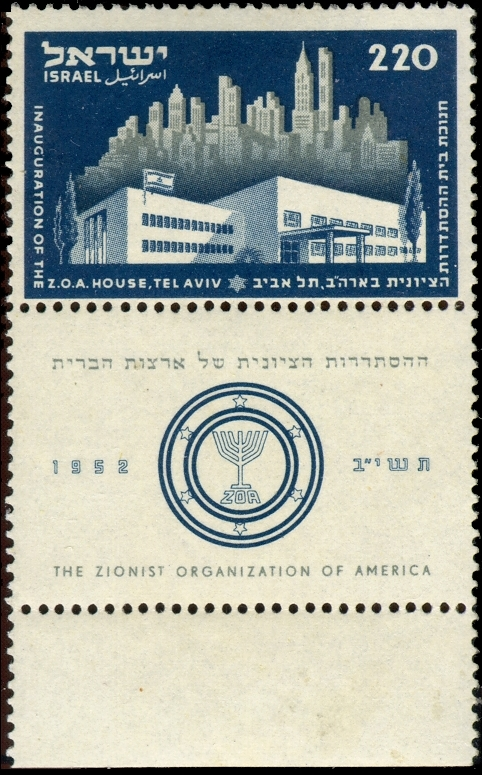
Timbre israélien représentant l'antenne de Tel Aviv de l'Organisation sioniste d'Amérique.

L'Organisation sioniste de l'Amérique (ZOA), fondé en 1897, est une organisation américaine pro-israélienne à but non lucratif, la première organisation sioniste aux États-Unis. L'organisation s'oppose à la création d'un État palestinien et s'est prononcée en faveur du décret anti-immigration de Donald Trump,.
Le magazine +972 la classe à l'extrême-droite (en 2020).

## Histoire
C'est une organisation des sionistes des États-Unis. 
Les présidents ont été Louis Brandeis, juge à la cour suprême et le rabbin  Abba Hillel. 
Aujourd'hui, le ZOA continue à exister, elle possède 50 000 membres et le groupe des femmes Hadassah, ont plus de 350 000 membres.
Morton Kein est élu président de la ZOA en 1993.«  Ses dénonciations de toute personne qu'il juge insuffisamment pro-israélienne sont systématiquement imprégnées d'islamophobie et de racisme anti-arabe » selon le magazine +972.
La ZOA est favorable à la colonisation des territoires palestiniens. Selon Orient XXI, la ZOA « entretient d’excellentes relations avec le mouvement politique dit « suprémaciste blanc » incarné par le site Breitbart News et son dirigeant, Steve Bannon » ; « elle est également proche des milieux évangélistes « sionistes chrétiens », dont l’une des figures les plus marquantes est Pat Robertson, fondateur de la Christian Coalition of American, qui a multiplié les propos racistes envers les musulmans ».